# Monografie FNP
Monografie FNP – seria wydawnicza Fundacji na rzecz Nauki Polskiej, w ramach której wydawane są książki o tematyce humanistycznej i społecznej autorstwa polskich naukowców. Skład Rady Wydawniczej: Michał Buchowski, Magdalena Micińska, Joanna Odrowąż-Sypniewska, Andrzej Pieńkos i Paweł Zajas.

## Tomy wydane
- ”… bolem śmiertelnym ściśnione mam serce…”. Rozpacz oświeconych u źródeł przełomu w poezji polskiej w latach 1793-1805 Piotr Żbikowski
- „Głos prawdy i sumienie”. Kościół w pismach Cypriana Norwida Ryszard Zajączkowski
- „Inżynieria dusz”. Literatura realizmu socjalistycznego w planie „propagandy monumentalnej” Wojciech Tomasik
- „Miasto ma mieszkańców, wieś obywateli”. Kajetana Koźmiana koncepcje wspólnoty politycznej (do 1830 roku) Maciej Mycielski
- „Nuż w uhu"? Koncepcje dźwięku w poezji polskiego futuryzmu Beata Śniecikowska
- „Takie życie dziś nasze, gdy Polska ustaje…” Pisarze stanisławowscy a upadek Rzeczypospolitej Marek Nalepa
- „Walczący islam” w Azji centralnej. Problem społecznej genezy zjawiska Stanisław Zapaśnik
- Adam Mickiewicz i ostatnia krucjata. Studium romantycznego millenaryzmu Janusz Ruszkowski
- Akty świadomości i procesy poznawcze Jan Bobryk
- Aleksander Wielki Krzysztof Nawotka
- Anatomia rewolucji narodowej. Boliwia w XX w. Marcin Kula
- Autonomia jako zasada etyczności. Kant, Fichte, Hegel Ewa Nowak-Juchacz
- Autoteliczność – referencyjność – niewyrażalność. O nowoczesnej poezji polskiej (1918–1939) Agnieszka Kluba
- Biblia ludowa. Interpretacje wątków biblijnych w kulturze ludowej Magdalena Zowczak
- Bóg, człowiek, zło. Studium filozofii Włodzimierza Sołowiowa Jan Krasicki
- Buddyjska filozofia pustki Artur Przybysławski
- Cmentarz i stół. Pogranicze prawosławno-katolickie w Polsce i na Białorusi Justyna Straczuk
- Diabeł w wyobraźni średniowiecznej. Trzynastowieczne exempla kaznodziejskie Wojciech Brojer
- Doświadczenie zagłady z perspektywy dziecka Justyna Kowalska-Leder
- Dzieje Prusów Łucja Okulicz-Kozaryn
- Epoka nowozytna wobec średniowiecza. Pamiątki przeszłości, cudowne wizerunki, dzieła sztuki Grażyna Jurkowlaniec
- Eurazjatyzm. Z dziejów rosyjskiego misjonizmu Iwona Masiaka
- Filozofia analityczna. Koncepcje, metody, ograniczenia Tadeusz Szubka
- Filozofia Stanisława Ignacego Witkiewicza Maciej Soin
- Gladiatorzy i polityka. Igrzyska w okresie późnej Republiki Rzymskiej Dariusz Słapek
- Głos z labiryntu. O pismach Karola Ludwika Konińskiego Adam Fitas
- Gramatyka i metafizyka. Problem Wittgensteina Maciej Soin
- Granice pojęciowe metafizyki Sebastian Tomasz Kołodziejczyk
- Granice wolności religijnej. Kwestie wolności sumienia i wyznania oraz stosunku państwa do religii w Stanach Zjednoczonych Ameryki Maciej Potz
- Gubernatorzy Rosyjscy w Królestwie Polskim 1863-1915 Łukasz Chimiak
- Hegel i Nietzsche wobec problemu polityczności Stanisław Łojek
- Heurystyka filozoficzna Jan Hartman
- Historia – Kultura – Metafora. Oblicza nieklasycznej historiografii Wojciech Wrzosek
- Historiografia polska doby romantyzmu Andrzej Wierzbicki
- Idea społeczeństwa obywatelskiego. Współczesna debata i jej źródła Dorota Pietrzyk-Reeves
- Ikona nowoczesności. Kolej w literaturze polskiej Wojciech Tomasik
- Ironia i miłość. Neopragmatyzm Richarda Rorty’ego w kontekście sporu o postmodernizm Andrzej Szahaj
- Jerozolima-Rzym-Compostela. Wielkie pielgrzymowanie u schyłku średniowiecza Halina Manikowska
- Język modernizmu. Prolegomena historycznoliterackie Ryszard Nycz
- Klątwa. Rzecz o ludowej magii słowa Anna Engelking
- Koncepcja wiecznego powrotu w myśli wczesno-chrześcijańskiej Wojciech Szczerba
- Kościoły chrześcijańskie w Królestwie Polskim wobec Żydów w latach 1855-1915 Krzysztof Lewalski
- Ktoś i Nikt. Wprowadzenie do lektury Heideggera Wawrzyniec Rymkiewicz
- Leibniz. Myśl filozoficzna w XVII wieku Przemysław Gut
- Macierzyństwo jako punkt zwrotny w życiu kobiety Bogusława Budrowska
- Marzenia senne dzieci Barbara Szmigielska
- Megalopsychokracja. O cnocie w polityce i polityce cnoty (Od Homera do Arendt i Straussa) Stanisław Łojek
- Między Królem Duchem a mieszczaninem. Obraz bohatera narodowego w piśmiennictwie polskim przełomu XIX i XX wieku (1890–1914) Magdalena Micińska
- Między Rzymem, Wittenbergą a Genewą. Sztuka Gdańska jako miasta podzielonego wyznaniowo Katarzyna Cieślak
- Między zwierzęciem a maszyną. Utopia technologiczna Stanisława Lema. Paweł Majewski
- Mistrz Eckhart. Mistyka jako filozofia Józef Piórczyński
- Mniejszości społeczne w państwie i społeczeństwie III Rzeczypospolitej Polskiej Hanna Bojar
- Muzyczność dzieła literackiego Andrzej Hejmej
- Na szlakach Orientu. Handel między Polską a Imperium Osmańskim w XVI–XVIII wieku Andrzej Dziubiński
- Nacjonalizm bez narodów. Nacjonalizm w koncepcjach anglosaskich nauk społecznych Krzysztof Jaskułowski
- Nadużycie prawa w świetle rzymskiego prawa prywatnego Franciszek Longchamps de Bérier
- Nasze wewnętrzne dialogi. O dialogowości jako sposobie funkcjonowania człowieka Małgorzata Puchalska-Wasyl
- Naśladowanie i twórczość. Renesansowe teorie imitacji, emulacji i przekładu Agnieszka Fulińska
- Nauka a nieświadomość. Filozofia nauki wobec kontekstu tworzenia Alina Motycka
- Nie tylko Petlura. Kwestia ukraińska w polskiej polityce zagranicznej w latach 1918-1923 Jan Pisuliński
- Nierówna przyjaźń. Układy klientalne w perspektywie historycznej Antoni Mączak
- Nieszczęsny dar życia. Filozofia i etyka jakości życia w medycynie współczesnej Weronika Chańska
- Nowa postać świata. Narodziny średniowiecznej cywilizacji europejskiej Lech Leciejewicz
- Nowocześni w PRL. Przyboś i Sandauer Grzegorz Wołowiec
- O poznaniu w twórczości Stanisława Lema Maciej Płaza
- Obecność T.S. Eliota w literaturze polskiej Magdalena Heydel
- Obraz człowieka w dziele Kępińskiego Józef Maciaszek
- Oda w poezji polskiej. Dzieje gatunku Teresa Kostkiewiczowa
- Odkrycie nieświadomości. Czy destrukcja kartezjańskiego pojęcia podmiotu poznającego?Szymon Wróbel
- Odmiany dyskursu. Semiotyka życia publicznego w Polsce po 1989 roku Zbigniew Kloch
- Ontologiczne podstawy posiadania Adam Workowski
- Opisać zagładę. Holocaust w twórczości Hanryka Grynberga Sławomir Buryła
- Osobiste doświadczenie a przekaz społeczny Katarzyna Stemplewska-Żakowicz
- Państwa Afryki przedkolonialnej Michał Tymowski
- Paradoks antropologiczny. Socjologia wiedzy jako perspektywa ogólnej teorii społeczeństwa Radosław Sojak
- Pierwszy egzystencjalista. Filozofia absolutnej skończoności Fryderyka Jacobiego Józef Piórczyński
- Początki chasydyzmu polskiego Jan Doktór
- Podmiot poznania a nauka Małgorzata Czarnocka
- Polonia – Respublica – Patria. Personifikacja Polski w sztuce Magdalena Górska
- Polska klasa średnia Henryk Domański
- Polski wiek świateł. Obszary swoistości Teresa Kostkiewiczowa
- Polskie dzieje bajeczne Mistrza Wincentego Kadłubka Jacek Banaszkiewicz
- Pomiędzy końcem i apokalipsą o wyobraźni poetyckiej Zbigniewa Herberta Małgorzata Mikołajczak
- Prestiż Henryk Domański
- Przypadek. Kategoria egzystencjalna i artystyczna w literaturze i filmie Rafał Koschany
- Racjonalność i konflikt wierzeń religijnych Kazimierz Kondrat
- Recepcja idei gregoriańskich w Polsce do początku XIII wieku Krzysztof Skwierczyński
- Rilke poetów polskich Katarzyna Kuczyńska-Koschany
- Romans Freuda i Gradivy. Rozważania o psychoanalizie Tomasz Małyszek
- Rozum praktyczny w filozofii Kanta i Fichtego. Prymat praktyczności w klasycznej myśli niemieckiej Jakub Kloc-Konkołowicz
- Sarmacki republikanizm w oczach Francuza. Mably i konfederaci barscy Jerzy Michalski
- Seweryn Goszczyński. Biografia duchowa Danuta Sosnowska
- Spór o granice poznania dzieła muzycznego Maciej Gołąb
- Spór o piękno muzyki. Wprowadzenie do kultury muzycznej XX wieku Alicja Jarzębska
- Spór o racjonalność naukową. Od Poincarego do Laudana Wojciech Sady
- Stereotypy a kultura Zbigniew Bokszański
- Stosunki dyplomatyczne polsko-tureckie w latach 1500–1572 w kontekście międzynarodowym Andrzej Dziubiński
- Struktura rodowa w społecznościach pradziejowych. Cmentarzyska z epoki brązu i wczesnej epoki żelaza w południowej Polsce Teresa Rysiewska
- Supermarketyzacja. Religia i obyczaje seksualne młodzieży w kulturze konsumpcyjnej Tomasz Szlendak
- System i opowieść. Filozofia narracyjna w myśli J.W.J. Schellinga w latach 1800-1811 Katarzyna Filutowska
- Sztuka a prawda. Problem sztuki w dyskusji między Gorgiaszem a Platonem Zbigniew Nerczuk
- Śladami Mesjasza Apostaty. Żydowskie ruchy mesjańskie w XVII i XVIII wieku a problem konwersji Jan Doktór
- Średniowieczna teoria literatury w Polsce. Rekonesans Teresa Michałowska
- Światłocienie zła Cezary Wodziński
- Święci, biczownicy i czerwoni chanowie. Przemiany religijności muzułmańskiej w radzieckim i poradzieckim Azejberdżanie Jerzy Rohoziński
- Święty Wojciech. Biskup – męczennik, patron Polski, Czech i Węgier Gerard Labuda
- Teatr i sacrum w średniowieczu Andrzej Dąbrówka
- Tekst wobec zagłady (o relacjach z getta warszawskiego) Jacek Leociak
- Tekstowe hybrydy. Literackość i jej pogranicza Grzegorz Grochowski
- Tradycja i władza. Królestwo Włoch pod panowaniem Karolingów 774-875 Aneta Pieniądz
- Trudne początki Polski Przemysław Urbańczyk
- Ukraińska idea narodowa okresu międzywojennego. Analiza wybranych koncepcjiTomasz Stryjek
- W pierwszych latach narodowej niewoli. Schyłek polskiego oświecenia i zwiastuny romantyzmu Piotr Żbikowski
- W stronę metafizyki. Nowe tendencje metafizyczne w filozofii francuskiej połowy XX wieku Jacek Migasiński
- Wątki katastroficzne w myśli rosyjskiej i polskiej 1917-1950 Sławomir Mazurek
- Wiersz polski. Zarys historyczny Lucylla Pszczołowska
- William James. Pragmatyzm i religia Barbara Krawcowicz
- Wizje kultury pokolenia wojennego Paweł Rodak
- Władca i wojownicy. Narracje o wodzach, drużynie i wojnach w najdawniejszej historiografii Polski i Rusi Paweł Żmudzki
- Władza i polityka we wczesnym średniowieczu Przemysław Urbańczyk
- Wrocław w przestrzeni gospodarczej Europy (XIII–XV w.) Centrum czy peryferie? Grzegorz Myśliwski
- Wyzwolenie przez zmysły. Tybetańskie koncepcje soteriologiczne Joanna Tokarska-Bakir
- Zdobywcy Północnego Atlantyku Przemysław Urbańczyk
- Zgodna, pobożna, płodna, skromna i piękna… Propaganda cnót żeńskich w sztuce rzymskiej Tomasz Mikocki
- Zjazd gnieźnieński. Religijne przesłanki powstania arcybiskupstwa gnieźnieńskiego Roman Michałowski
- Źródła narodowości. Powstanie i rozwój polskiej świadomości w II połowie XIX i na początku XX wieku Nikodem Bończa-Tomaszewski